# 克羅夫特 (伊利諾伊州)
克羅夫特（英語：Croft）是位於美國伊利諾伊州默納德縣的一個非建制地區。該地的面積和人口皆未知。

## 地理
克羅夫特的座標為40°02′53″N 89°35′18″W / 40.04806°N 89.58833°W，而該地的平均海拔高度為184米（即604英尺）。